# Gréville-Hague
Gréville-Hague is een plaats en voormalige gemeente in het Franse departement Manche in de regio Normandië. De plaats maakt deel uit van het arrondissement Cherbourg.

## Geschiedenis
Toen het kanton Beaumont-Hague op 22 maart 2015 werd opgeheven gingen de gemeenten op in het op die dag opgerichte kanton La Hague, dat verder alleen Querqueville omvatte. Op 1 januari 2017 fuseerden de gemeenten van het voormalige kanton tot de huidige commune nouvelle La Hague.

### Millet
De schilder Jean-François Millet werd in 1814 geboren in het gehucht Gruchy. Zijn geboortehuis, een oude hoeve, is een museum geworden. De schilder werkte op deze boerderij tot de dood van zijn vader. Millet schilderde zijn geboortedorp, waaronder de 74 meter hoge rots van Castel Vendon bij de kust in 1848. Millet kreeg een bronzen standbeeld in Gruchy in 1898. Tijdens de Tweede Wereldoorlog werd het beeld van de zittende Millet van beeldhouwer Marcel-Jacques door de Duitsers ontmanteld en omgesmolten. Enkel een buste blijft hiervan over en deze werd in 1998 dicht bij zijn geboortehuis terug geplaatst.
Ook in het centrum van Gréville-Hague staat een standbeeld van de schilder.

## Geografie
De oppervlakte van Gréville-Hague bedraagt 10,0 km², de bevolkingsdichtheid is 77,5 inwoners per km². 
De onderstaande kaart toont de ligging van Gréville-Hague met de belangrijkste infrastructuur en aangrenzende gemeenten.

## Demografie
Onderstaande figuur toont het verloop van het inwonertal (bron: INSEE-tellingen).

## Geboren in Gréville-Hague
- Jean-François Millet (1814-1875), kunstschilder

Acqueville · Auderville · Beaumont-Hague · Biville · Branville-Hague · Digulleville · Éculleville · Flottemanville-Hague · Gréville-Hague · Herqueville · Jobourg · Landemer · Nacqueville · Omonville-la-Petite · Omonville-la-Rogue · Sainte-Croix-Hague · Saint-Germain-des-Vaux · Tonneville · Urville-Hague · Vasteville · Vauville